# Дронов, Григорий Антонович
Григорий Антонович Дронов (род. 10 января 1998, Магнитогорск, Челябинская область) — российский хоккеист, защитник.

## Карьера
Воспитанник магнитогорского хоккея. С 2015 года выступал в МХЛ за клуб «Стальные лисы». С 2017 года — игрок магнитогорского «Металлурга». В октябре 2022 года заключил годичный контракт с клубом НХЛ «Каролина Харрикейнз», но вскоре вернулся в «Металлург».
В КХЛ за «сталеваров» в общей сложности провёл 337 матчей, забросил 28 шайб и 65 раз ассистировал партнёрам. В розыгрыше Кубка Гагарина-2022 Дронов с командой играл в финале и по его итогам стал вторым бомбардиром турнира среди игроков обороны.
Признан лучшим защитником 1/8 Кубка Гагарина сезона 2024/2025.
Бронзовый призёр молодёжного чемпионат мира 2017 года.